# Ludwig von Stempel

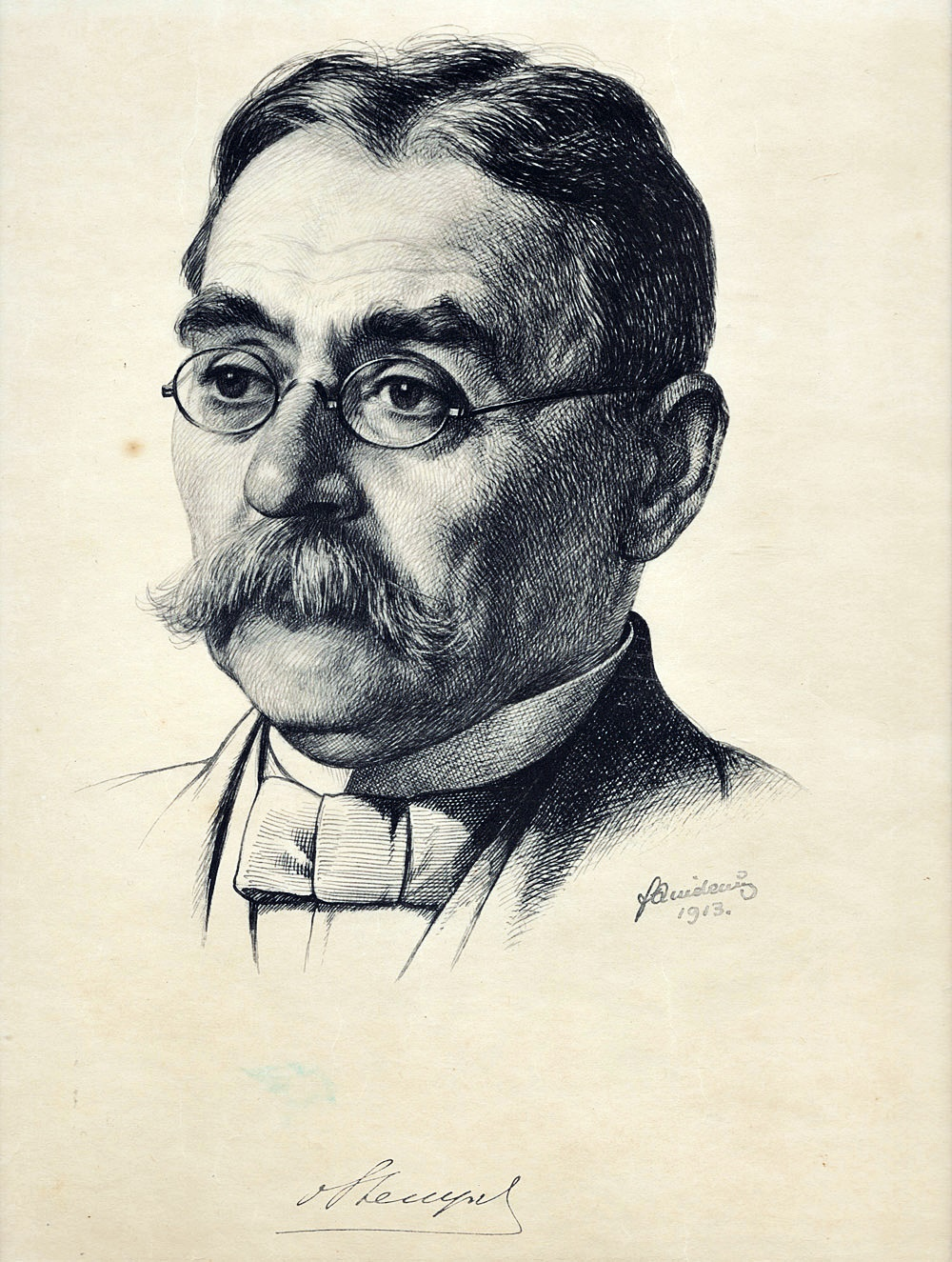
Ludwig von Stempel

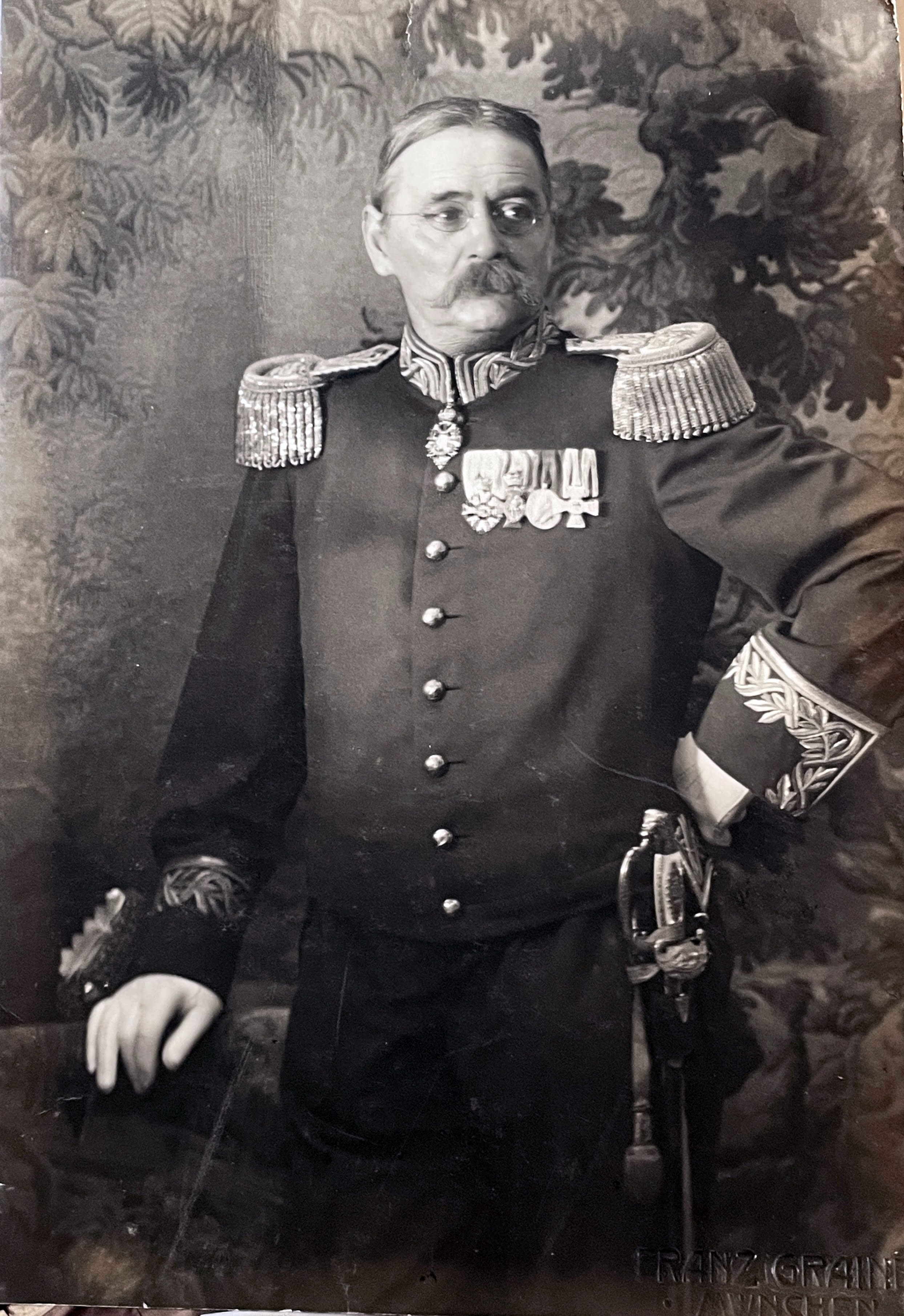
Ludwig Ritter von Stempel in bayerischer Beamtenuniform

Ludwig Stempel, seit 1908 Ludwig Ritter von Stempel (* 3. November 1850 in Grünstadt; † 30. Juli 1917 in Kaiserslautern), war ein deutscher Architekt des Historismus und bayerischer Baubeamter. Er entwarf zahlreiche Verwaltungsgebäude, aber auch einzelne Privathäuser auf dem Gebiet des Königreichs Bayern, vor allem in der bayerischen Pfalz. Zum Ende seiner beruflichen Laufbahn war er Leiter der Obersten Baubehörde im Bayerischen Innenministerium.

## Leben

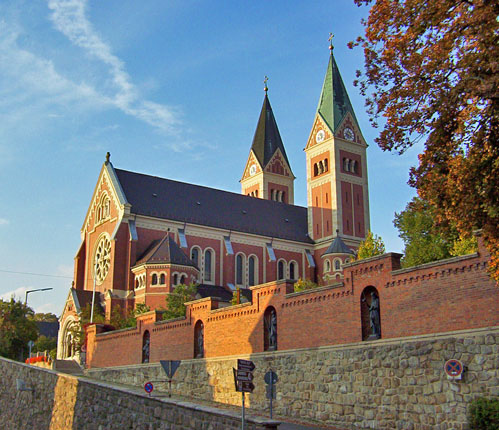
Redemptoristenkirche in Cham

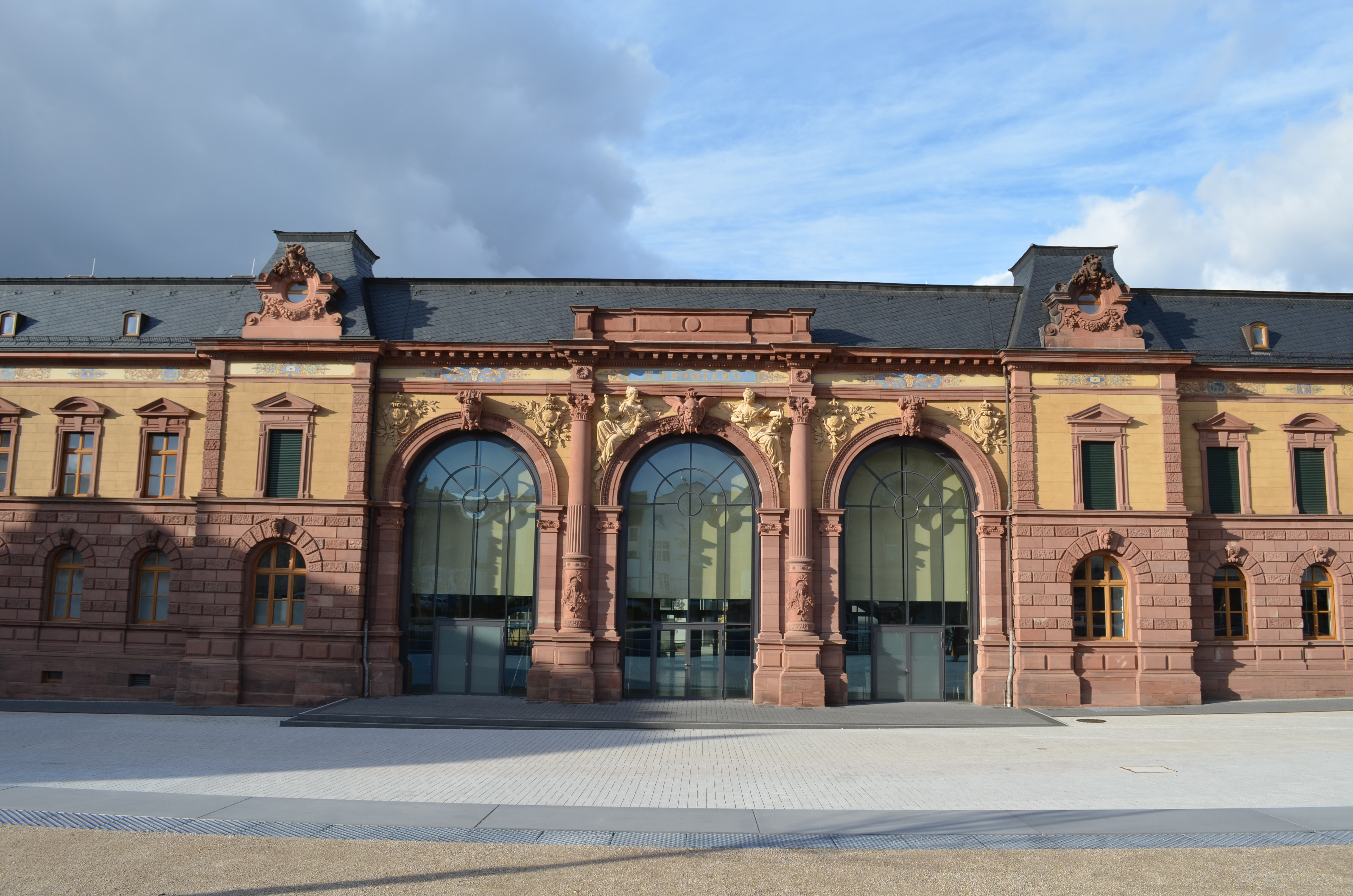
Ehemaliges Postamt in Pirmasens

Ludwig Stempel, Sohn eines gleichnamigen Lehrers, besuchte das Progymnasium Grünstadt und studierte von 1869 bis 1873 unter Gottfried von Neureuther Architektur an der Polytechnischen Schule München. Im Jahr 1877 schloss er seine Ausbildung mit dem bestandenen „Staatskonkurs“ (Staatsexamen) ab.
Anschließend kam er als Bauassessor an das königliche Landbauamt Kaiserslautern. 1886 erfolgte seine Ernennung zum Bauamtmann und Vorstand der Behörde. Zu seinen bedeutendsten Bauten in der Pfalz zählen die Apostelkirche in Kaiserslautern sowie die Hauptpostämter in Kaiserslautern und Pirmasens, die stilistisch der Neorenaissance zuzuordnen sind und an italienische Palazzi erinnern.
Vom Herbst 1897 bis Februar 1898 war er vorübergehend als Kreisbaurat bei der königlichen Regierung für Oberfranken in Bayreuth eingesetzt. Danach berief ihn Max von Siebert als Oberbaurat und Referent für Kultusbauwesen zur königlichen Obersten Baubehörde nach München. Als Kultusbaureferent plante er hauptsächlich Schulbauten in Franken sowie Kirchen im oberpfälzischen Cham und in Kirchlein in Oberfranken.
1909 erfolgte seine Ernennung zum Ministerialrat. Vom Sommer 1915 bis zu seiner Pensionierung 1917 amtierte er schließlich in der Nachfolge von Richard Reverdy im Rang eines Ministerialdirektors als Vorstand der Obersten Baubehörde im Bayerischen Innenministerium. Während seiner Tätigkeit in München war er unter anderem für die Errichtung mehrerer Erweiterungsbauten des Universitätsklinikums München verantwortlich, darunter die Poliklinik und die Augenklinik.
Ludwig von Stempel war in erster Ehe verheiratet mit Lina Luise, geb. Grund (1858–1886). Beide hatten drei Töchter zusammen, von denen eine früh verstarb. In zweiter Ehe heiratete er 1895 Gertrud, geb. von Collas, aus ostpreußischem Adel.
Der Nachruf im Zentralblatt der Bauverwaltung erwähnt seine Begabung „als Musiker und Tonkünstler verschiedener Liedtexte und Märsche“. Ludwig von Stempel verfügte über umfangreiche Sprachkenntnisse, seine zahlreichen Reisen brachten ihm ein „erweitertes Wissen auf allen Gebieten“. Zu einer „heiteren Gemütsverfassung“ kam die Gabe „geistvoller Ausführungen bei Vorträgen und in Gesellschaft“. Ausgeprägt war seine Liebe zur Natur. So schuf er in der Pfalz zahlreiche Forstämter.
Nur wenige Monate nach Eintritt in den Ruhestand erlag Ludwig von Stempel im Alter von 66 Jahren in seiner früheren Hauptwirkungsstätte Kaiserslautern einer Lungenentzündung.

## Ehrungen
Stempel bekam mehrere Orden verliehen: 1905 den bayerischen Verdienstorden vom Heiligen Michael III. Klasse, 1907 das Komturkreuz des kaiserlich österreichischen Franz-Joseph-Ordens und 1908 den preußischen Roten Adlerorden III. Klasse. Im selben Jahr wurde ihm das Ritterkreuz des Verdienstordens der Bayerischen Krone verliehen, mit dem die Erhebung in den persönlichen (d. h. nicht vererbbaren) Adelsstand verbunden war.
Rund ein halbes Jahr vor seinem 100. Todestag beschloss der Bauausschuss der Stadt Kaiserslautern am 16. Januar 2017, die Fläche zwischen Trippstadter Straße, Parkstraße und Sturmstraße am Rande des Kaiserslauterer Stadtparks zu seinen Ehren als Ludwig-Ritter-von-Stempel-Platz zu benennen.

## Bauten (Auswahl)
- 1890: Hauptpostamt in Kaiserslautern
- 1891–1893: Kottenschule in Kaiserslautern
- 1891–1893: Hauptpostamt in Pirmasens, heute Forum Alte Post
- 1892–1893: Villa Munzinger in Kaiserslautern
- 1893: Bezirkskommando in Kaiserslautern, heute Polizeipräsidium Westpfalz
- 1897: Hauptzollamt in Kaiserslautern, heute Finanzamt Kaiserslautern
- 1897–1901: Apostelkirche in Kaiserslautern
- 1899–1900: Humbergturm in Kaiserslautern
- 1900–1902: Redemptoristenkirche und Kloster in Cham
- 1902: Gymnasium am Kaiserdom in Speyer
- 1904–1905: Mariä Himmelfahrt in Kirchlein
- 1905–1908: Augenklinik der Ludwig-Maximilians-Universität München
- 1907–1910: Poliklinik der Ludwig-Maximilians-Universität München[13]
- 1911–1913: Hauptgebäude des Botanischen Instituts der Ludwig-Maximilians-Universität München, heute Botanische Staatssammlung

Außerdem schuf der die Bauten für das Amtsgericht Pirmasens, das Amtsgericht Landstuhl, das Amtsgericht Kirchheimbolanden sowie die Verwaltungsgebäude für das Bezirksamt Pirmasens und für das Bezirksamt Homburg.

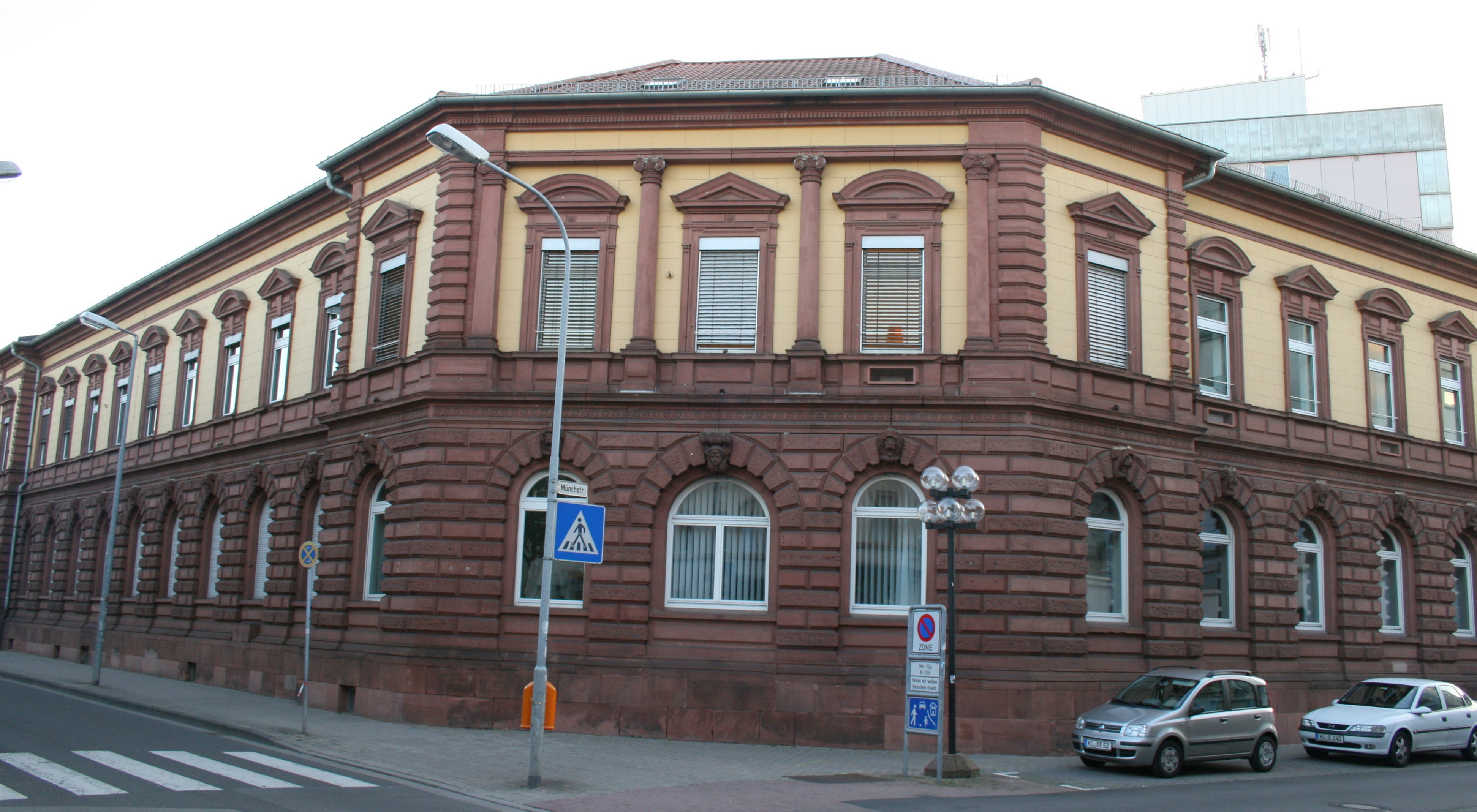
Ehemaliges Hauptpostamt in Kaiserslautern
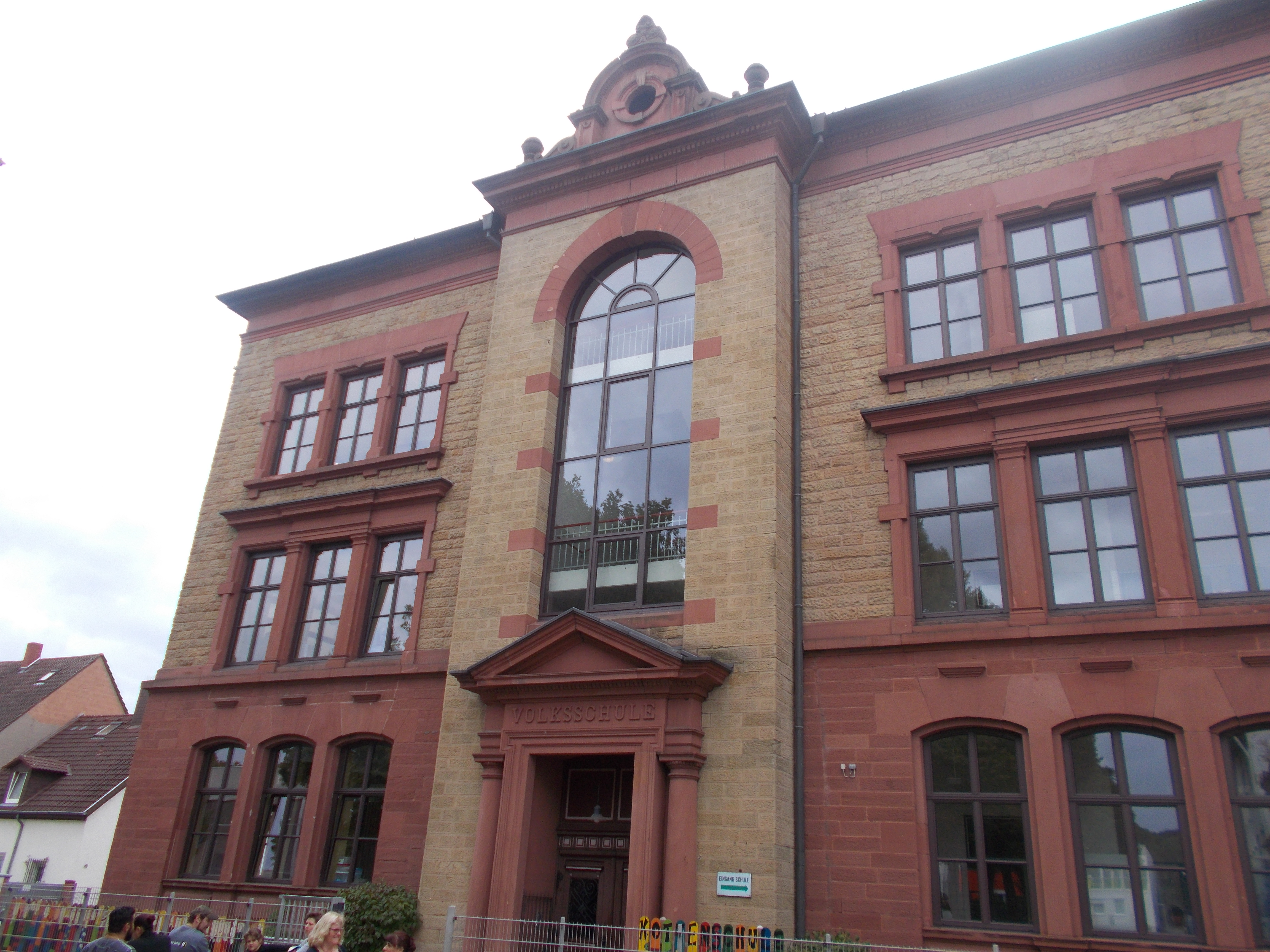
Kottenschule in Kaiserslautern
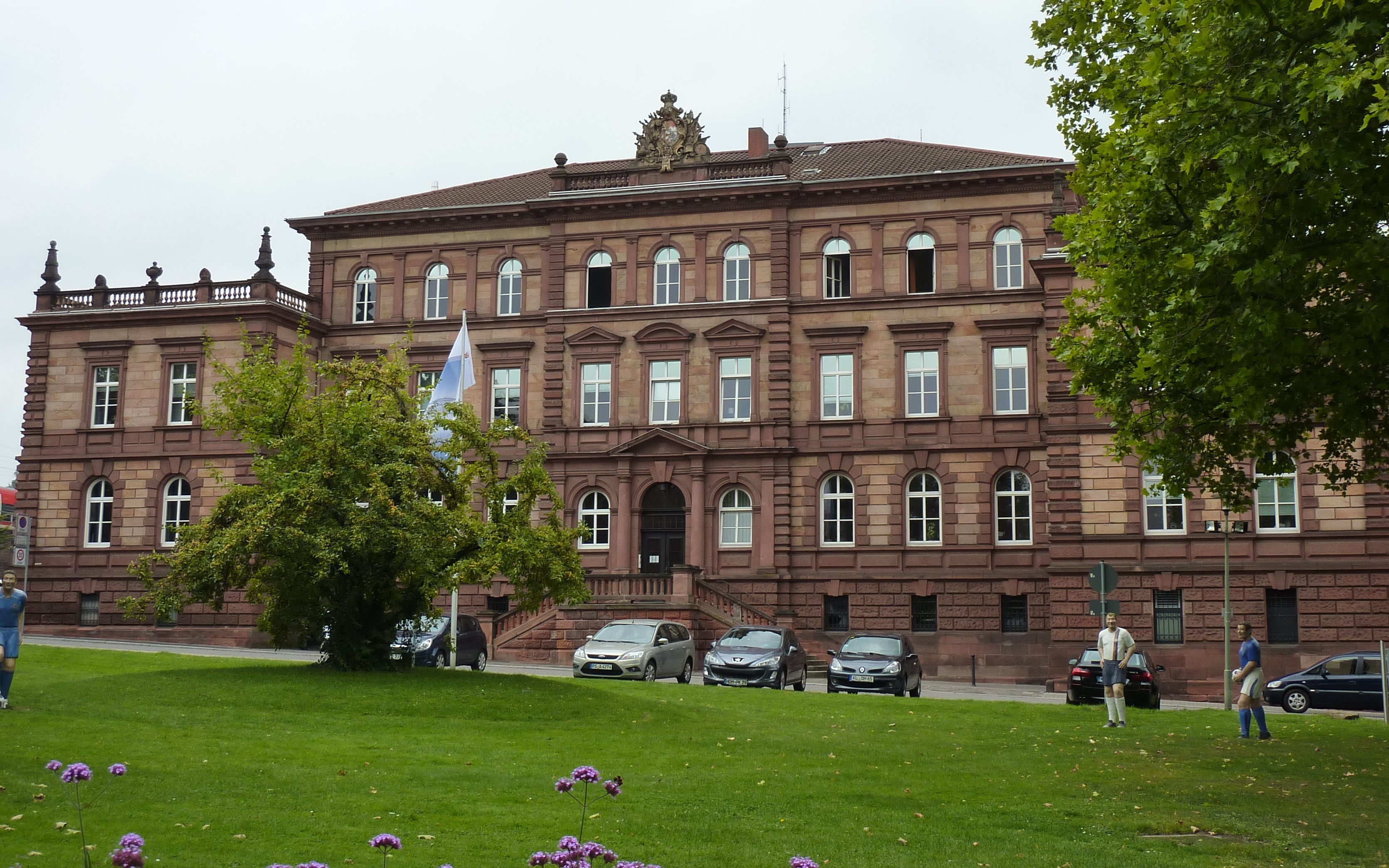
Ehemaliges Bezirkskommando in Kaiserslautern
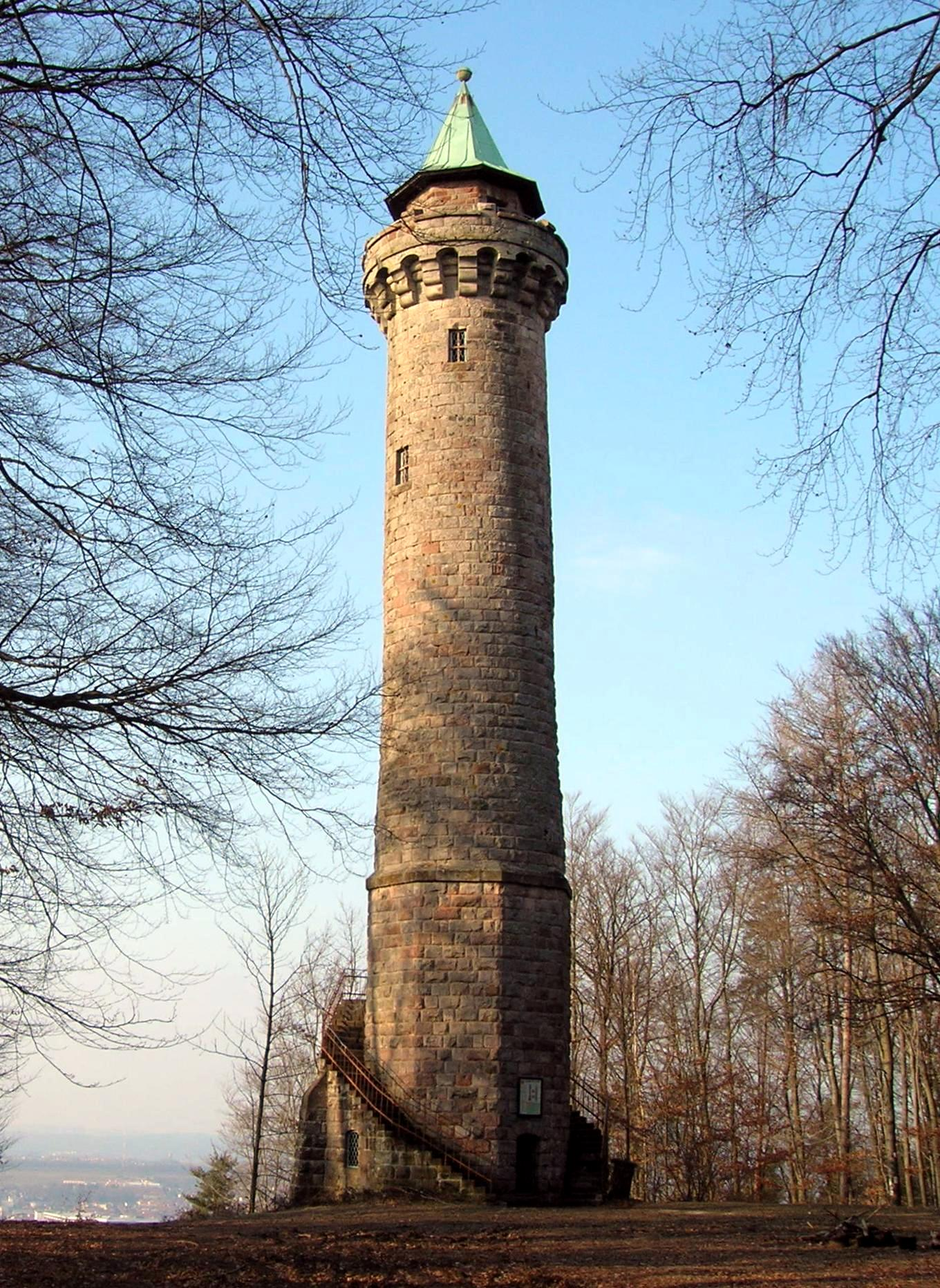
Humbergturm im Süden von Kaiserslautern
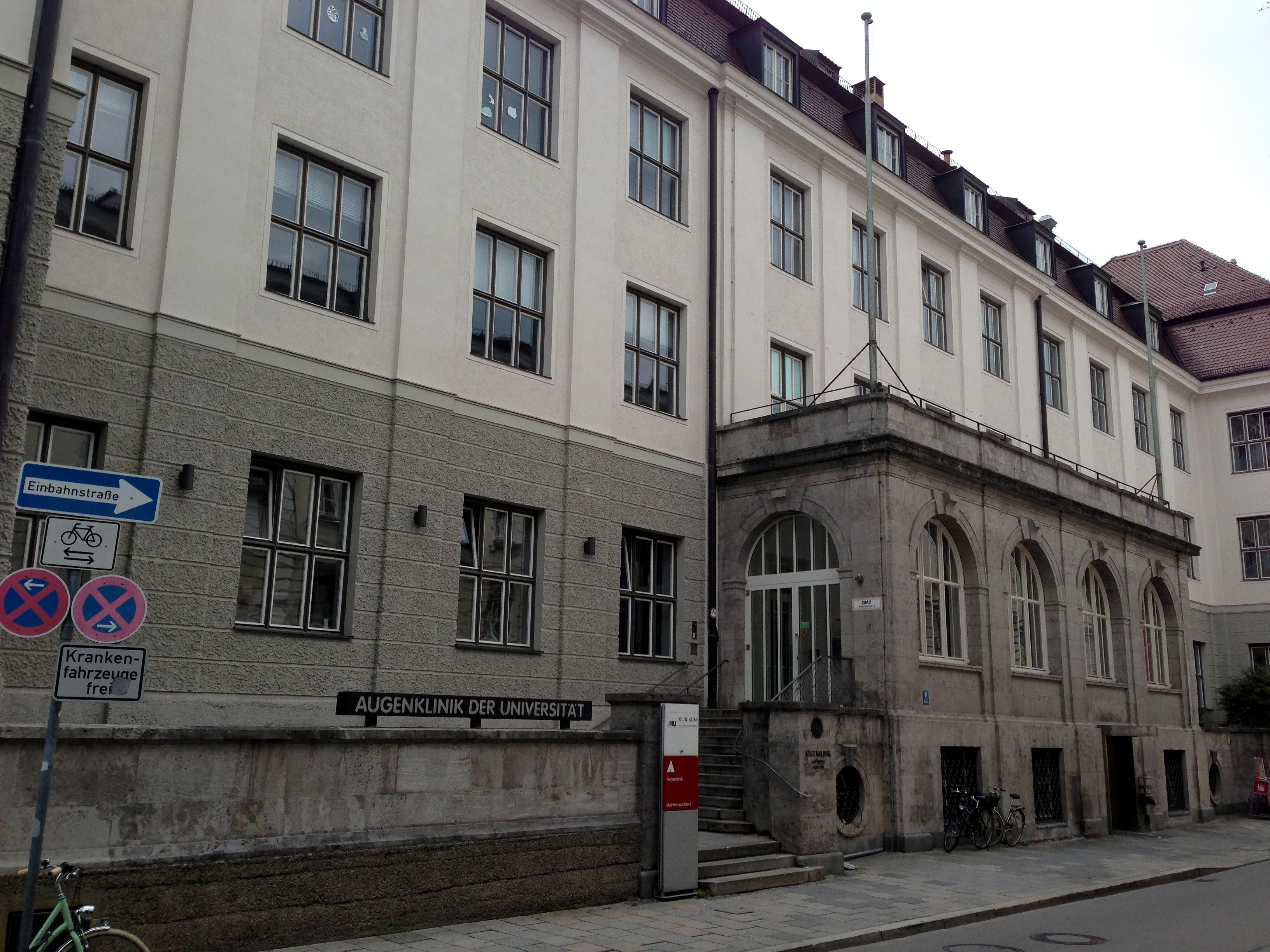
Augenklinik der Ludwig-Maximilians-Universität München
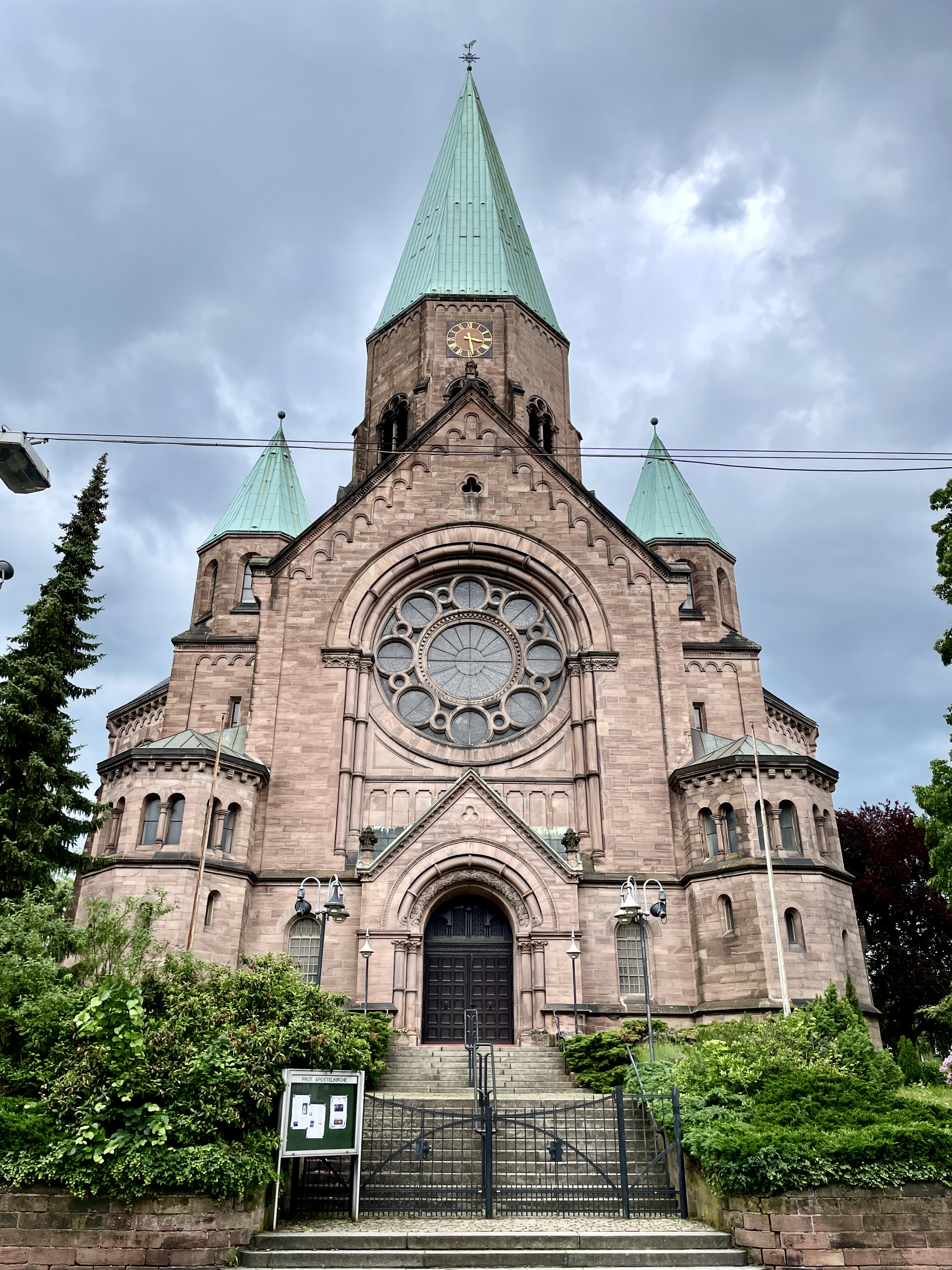
Apostelkirche Kaiserslautern